# ورزشگاه آرنا پانتانال
ورزشگاه آرنا پانتانال (به پرتغالی: Arena Pantanal) ورزشگاهی در شهر کویابا در کشور برزیل است.
این ورزشگاه که در سال ۲۰۱۰ شروع به ساخت شده مخصوص جام جهانی فوتبال ۲۰۱۴ طراحی شده است و ۴۲٬۹۶۸ نفر ظرفیت دارد.